# Antoinette Meyer
Antoinette Meyer, posteriormente Molitor (Hospental, 19 de junio de 1920 – Thun, 19 de julio de 2010) fue una esquiadora alpina suiza, ganadora de una medalla en los Juegos Olímpicos de Sankt Moritz 1948 en la prueba de slálom. También participó en esos mismos juegos en la prueba de descenso donde acabó séptimo. Posteriormente, se casó con el también esquiador olímpico suizo Karl Molitor.